# Cratere Ian
Ian è  un cratere lunare. Il cratere è dedicato all'omonimo nome maschile scozzese.